# Polígono tangencial

Trapezoide tangencial

En geometría euclidiana, un polígono tangencial, también conocido como "polígono circunscrito", es un polígono convexo que contiene una circunferencia inscrita (también llamada "incírculo"). Esta circunferencia es tangente a cada lado del polígono. El polígono dual de un polígono tangencial posee una circunferencia circunscrita que pasa por cada uno de sus vértices.[cita requerida]
Todos los triángulos son tangenciales, al igual que todos los polígonos regulares con cualquier cantidad de lados. Un grupo bien estudiado de polígonos tangenciales son los cuadriláteros circunscritos, que incluyen al rombo y al deltoide. 

## Características
Un polígono convexo que posee una circunferencia inscrita, bicondicionalmente todos sus ángulos bisectores internos son concurrentes. Este punto en común es el incentro (el centro de la circunferencia inscrita).
Existe un polígono tangencial de n lados secuenciales de longitudes a1, ..., an si y solo si el sistema de ecuaciones
{\displaystyle x_{1}+x_{2}=a_{1},\quad x_{2}+x_{3}=a_{2},\quad \ldots ,\quad x_{n}+x_{1}=a_{n}}
tiene una solución (x1, ..., xn) real positiva. Si existe tal solución, entonces x1, ..., xn son las longitudes de las tangentes del polígono (las longitudes desde los vértices hasta los puntos donde la circunferencia inscrita es tangente a los lados).

## Paridad y no paridad
Si el número n de lados es impar, entonces para cualquier conjunto dado de longitudes del perímetro {\displaystyle a_{1},\dots ,a_{n}} que satisfaga el criterio de existencia anterior, solo hay un polígono tangencial. Pero si n es par, entonces existe una infinitud de ellos.: p. 389  Por ejemplo, en el caso del cuadrilátero en el que todos los lados son iguales, se puede tener un rombo con cualquier valor de los ángulos agudos, y todos los rombos son tangenciales a una circunferencia inscrita.

## Inradio
Si los n lados de un polígono tangencial son a1, ...  an, el inradio (radio de la circunferencia inscrita) es
{\displaystyle r={\frac {K}{s}}={\frac {2K}{\sum _{i=1}^{n}a_{i}}}}
donde K es el área del polígono y s es el semiperímetro. (Dado que todos los triángulos son tangenciales, esta fórmula se aplica a todos los triángulos).

## Otras propiedades
- Para un polígono tangencial con un número impar de lados, todos los lados son iguales si y solo si todos los ángulos son iguales (por lo que el polígono es regular). Un polígono tangencial con un número par de lados tiene todos los lados iguales si y solo si los ángulos alternos son iguales (es decir, los ángulos A, C, E, ... son iguales , y los ángulos B, D, F, ... son iguales).[5]
- En un polígono tangencial con un número par de lados, la suma de las longitudes de los lados impares es igual a la suma de las longitudes de los lados pares.[2]
- Un polígono tangencial tiene un área más grande que cualquier otro polígono con el mismo perímetro y los mismos ángulos interiores en la misma secuencia.[6]: p. 862 [7]
- El centroide de cualquier polígono tangencial, el centroide de sus puntos límite y el centro del círculo inscrito son colineales, con el centroide del polígono entre los otros dos y dos veces más alejado del incentro que del centroide de los puntos límite.[6]: pp. 858–9 X

## Triángulo tangencial
Mientras que todos los triángulos son tangenciales a algún círculo, un triángulo se llama triángulo tangencial de un triángulo dado si los puntos de tangencia del triángulo tangencial con el círculo son también los vértices del triángulo de referencia.

## Hexágono tangencial

Diagonales principales concurrentes

- En un hexágono tangencial ABCDEF, las diagonales principales AD, BE y CF son concurrentes de acuerdo con el teorema de Brianchon.